# Tournée de l'équipe des Lions britanniques et irlandais de rugby à XV en 2013
Navigation
2009 2017
Les Lions britanniques et irlandais ou Lions britanniques disputent du 1er juin au 6 juillet 2013 une tournée à Hong Kong et en Australie.
La tournée se compose de dix matchs. Les Lions débutent par une rencontre contre les Barbarians, puis rencontrent les cinq franchises professionnelles australiennes du Super 15 : Western Force, Queensland Reds, Waratahs, Brumbies et Melbourne Rebels, ainsi qu'une équipe composée de joueurs de Nouvelle-Galles du Sud et du Queensland. La tournée se conclut par trois rencontres avec l'équipe d'Australie.
Warren Gatland, habituel sélectionneur du pays de Galles, est nommé entraîneur des Lions le 4 septembre 2012. Il délègue son poste de sélectionneur du pays de Galles à Rob Howley, qui l'assiste pendant cette tournée et l'aide à préparer l'équipe la plus efficace compte tenu du temps de préparation restreint. 
Les Lions se composent de 37 joueurs dont les performances sont jugées tout au long de la saison 2012-2013, au niveau des clubs et au niveau international, en particulier lors du Tournoi des Six Nations 2013. La sélection est dominée par le pays de Galles et l'Angleterre, respectivement premiers et deuxièmes du Tournoi. L'Irlande, cinquième, est néanmoins généreusement représentée tandis que l'Écosse est à nouveau la nation la moins présente. Les nations se partagent la sélection selon le compte suivant : quinze joueurs gallois, dix joueurs irlandais, neuf joueurs anglais et trois joueurs écossais.

## Effectif de la tournée

Logo de la tournée 2013 des Lions britanniques et irlandais en Australie.

La liste suivante indique les 37 joueurs retenus pour participer à la tournée des Lions, initialement annoncée le 30 avril 2013 par le sélectionneur Warren Gatland. Rory Best remplace Dylan Hartley initialement sélectionné et suspendu onze semaines après avoir reçu un carton rouge lors de la finale du championnat d'Angleterre pour insultes envers l'arbitre. Alex Corbisiero remplace Cian Healy, blessé lors du deuxième match des Lions . Ryan Grant est appelé pour remplacer Gethin Jenkins, également blessé lors du match contre la Western Force. L'Irlandais Simon Zebo et l'Anglais Billy Twelvetrees rejoignent le groupe, le premier pour remplacer Tommy Bowe et le second pour pallier les éventuelles blessures de Jonathan Sexton, Manu Tuilagi et Owen Farrell. Le 16 juin, Warren Gatland appelle quatre joueurs supplémentaires pour faire face aux blessures qui touchent le groupe : Shane Williams, Billy Twelvetrees, Brad Barritt et Christian Wade.
| Entraîneur | Entraîneur             | Warren Gatland |
| Avants     | Pilier                 | Dan Cole (Leicester Tigers), Alex Corbisiero (London Irish), Ryan Grant (Glasgow Warriors), Cian Healy (Leinster), Gethin Jenkins (RC Toulon), Adam Jones (Ospreys), Matt Stevens (Saracens), Mako Vunipola (Saracens) |
| Avants     | Talonneur              | Richard Hibbard (Ospreys), Tom Youngs (Leicester Tigers), Rory Best (Ulster) |
| Avants     | Deuxième ligne         | Ian Evans (Ospreys), Richie Gray (Sale Sharks), Alun Wyn Jones (Ospreys), Paul O'Connell (Munster), Geoff Parling (Leicester Tigers)                                                                                   |
| Avants     | Troisième ligne aile   | Tom Croft (Leicester Tigers), Dan Lydiate (Newport Gwent Dragons), Sean O'Brien (Leinster), Justin Tipuric (Ospreys), Sam Warburton (cap.) (Cardiff Blues)                                                             |
| Avants     | Troisième ligne centre | Toby Faletau (Newport Gwent Dragons), Jamie Heaslip (Leinster) |
| Arrières   | Demi de mêlée          | Conor Murray (Munster), Mike Phillips (Aviron bayonnais), Ben Youngs (Leicester Tigers) |
| Arrières   | Demi d'ouverture       | Owen Farrell (Saracens), Jonathan Sexton (Leinster), Billy Twelvetrees (Leicester Tigers) |
| Arrières   | Centre                 | Jonathan Davies (Llanelli Scarlets), Brian O'Driscoll (Leinster), Jamie Roberts (Cardiff Blues), Manu Tuilagi (Leicester Tigers), Brad Barritt (Saracens)                                                              |
| Arrières   | Ailier                 | Tommy Bowe (Ulster), Alex Cuthbert (Cardiff Blues), Sean Maitland (Glasgow Warriors), George North (Llanelli Scarlets), Simon Zebo (Munster), Shane Williams (Ricoh Black Rams), Christian Wade (London Wasps)         |
| Arrières   | Arrière                | Leigh Halfpenny (Cardiff Blues), Stuart Hogg (Glasgow Warriors), Rob Kearney (Leinster) |

## Résultats
|          | Date      | Opposition             | Lieu                            | Résultat | Score   |
| -------- | --------- | ---------------------- | ------------------------------- | -------- | ------- |
| Match 1  | 1er juin  | Barbarians             | Hong Kong Stadium, Hong Kong    | Victoire | 59 – 8  |
| Match 2  | 5 juin    | Western Force          | Patersons Stadium, Perth        | Victoire | 69 – 17 |
| Match 3  | 8 juin    | Queensland Reds        | Suncorp Stadium, Brisbane       | Victoire | 22 – 12 |
| Match 4  | 11 juin   | NSW Queensland Country | Hunter Stadium, Newcastle       | Victoire | 64 – 0  |
| Match 5  | 15 juin   | Waratahs               | Sydney Football Stadium, Sydney | Victoire | 47 – 17 |
| Match 6  | 18 juin   | Brumbies               | Canberra Stadium, Canberra      | Défaite  | 12 – 14 |
| Match 7  | 22 juin   | Australie              | Suncorp Stadium, Brisbane       | Victoire | 23 – 21 |
| Match 8  | 25 juin   | Melbourne Rebels       | AAMI Park, Melbourne            | Victoire | 35 – 0  |
| Match 9  | 29 juin   | Australie              | Etihad Stadium, Melbourne       | Défaite  | 15 – 16 |
| Match 10 | 6 juillet | Australie              | ANZ Stadium, Sydney             | Victoire | 41 – 16 |

## Résultats des test-matchs
| No | Date           | Lieu                                 | Match                          | Score   | Compétition |
| -- | -------------- | ------------------------------------ | ------------------------------ | ------- | ----------- |
| 1  | 22 juin 2013   | Suncorp Stadium, Brisbane, Australie | Australie – Lions britanniques | 21 – 23 | test-match  |
| 2  | 29 juin 2013   | Etihad Stadium, Melbourne, Australie | Australie – Lions britanniques | 16 – 15 | test-match  |
| 3  | 6 juillet 2013 | ANZ Stadium, Sydney, Australie       | Australie – Lions britanniques | 16 – 41 | test-match  |

### Match 1
(mt : 12 – 13)
Points marqués : 
- Australie : 2 essais de Folau (12e, 34e) ; 1 transformation de O'Connor (13e) ; 3 pénalités de O'Connor (51e) et Beale (61e, 68e)
- Lions : 2 essais de North (25e) et Cuthbert (48e) ; 2 transformations de Halfpenny (27e, 48e) ; 3 pénalités de Halfpenny (23e, 31e, 65e)

Évolution du score : 7-0, 7-3, 7-10, 7-13, 12-13, 12-20, 15-20, 18-20, 18-23, 21-23 
Arbitre :  Chris Pollock
Résumé
| Australie Titulaires Berrick Barnes 15 Israel Folau 14 Adam Ashley-Cooper 13 Christian Leali'ifano 12 Digby Ioane 11 James O'Connor 10 Will Genia 9 Wycliff Palu 8 Michael Hooper 7 Ben Mowen 6 (cap.) James Horwill 5 Kane Douglas 4 Ben Alexander 3 Stephen Moore 2 Benn Robinson 1 Remplaçants Saia Fainga'a 16 James Slipper 17 Sekope Kepu 18 Rob Simmons 19 Liam Gill 20 Nick Phipps 21 Pat McCabe 22 Kurtley Beale 23 Entraîneur Robbie Deans |  |  |  | Lions Titulaires 15 Leigh Halfpenny 14 Alex Cuthbert 13 Brian O'Driscoll 12 Jonathan Davies 11 George North 10 Jonathan Sexton 9 Mike Phillips 8 Jamie Heaslip 7 Sam Warburton (cap.) 6 Tom Croft 5 Paul O'Connell 4 Alun Wyn Jones 3 Adam Jones 2 Tom Youngs 1 Alex Corbisiero Remplaçants 16 Richard Hibbard 17 Mako Vunipola 18 Dan Cole 19 Geoff Parling 20 Dan Lydiate 21 Ben Youngs 22 Owen Farrell 23 Sean Maitland Entraîneur Warren Gatland |

### Match 2
(mt : 9 – 12)
Points marqués : 
- Australie : 1 essai d'Ashley-Cooper (74e) ; 1 transformation de Leali'ifano (76e) ; 3 pénalités de Leali'ifano (16e, 23e, 36e)
- Lions : 5 pénalités de Halfpenny (9e, 27e, 32e, 39e, 62e)

Évolution du score : 0-3, 3-3, 6-3, 6-6, 6-9, 9-9, 9-12, 9-15, 16-15
Arbitre :  Craig Joubert
Résumé
| Australie Titulaires Kurtley Beale 15 Israel Folau 14 Adam Ashley-Cooper 13 Christian Leali'ifano 12 Joe Tomane 11 James O'Connor 10 Will Genia 9 Wycliff Palu 8 Michael Hooper 7 Ben Mowen 6 (cap.) James Horwill 5 Kane Douglas 4 Ben Alexander 3 Stephen Moore 2 Benn Robinson 1 Remplaçants Saia Fainga'a 16 James Slipper 17 Sekope Kepu 18 Rob Simmons 19 Liam Gill 20 Nick Phipps 21 Rob Horne 22 Jesse Mogg 23 Entraîneur Robbie Deans |  |  |  | Lions Titulaires 15 Leigh Halfpenny 14 Tommy Bowe 13 Brian O'Driscoll 12 Jonathan Davies 11 George North 10 Jonathan Sexton 9 Ben Youngs 8 Jamie Heaslip 7 Sam Warburton (cap.) 6 Dan Lydiate 5 Geoff Parling 4 Alun Wyn Jones 3 Adam Jones 2 Tom Youngs 1 Mako Vunipola Remplaçants 16 Richard Hibbard 17 Ryan Grant 18 Dan Cole 19 Tom Croft 20 Sean O'Brien 21 Conor Murray 22 Owen Farrell 23 Alex Cuthbert Entraîneur Warren Gatland |

### Match 3
(mt : 10 – 19)
Points marqués : 
- Australie : 1 essai de O'Connor (40e) ; 1 transformation de Leali'ifano (40e) ; 3 pénalités de Leali'ifano (8e, 41e, 45e)
- Lions : 4 essais de Corbisiero (1re), Sexton (57e), North (64e) et Roberts (67e) ; 3 transformations de Halfpenny (2e, 57e, 69e) ; 5 pénalités de Halfpenny (7e, 12e, 15e, 25e, 51e)

Évolution du score : 0-7, 0-10, 3-10, 3-13, 3-16, 3-19, 10-19, 13-19, 16-19, 16-22, 16-29, 16-34, 16-41
Arbitre :  Romain Poite
Résumé
| Australie Titulaires Kurtley Beale 15 Israel Folau 14 Adam Ashley-Cooper 13 Christian Leali'ifano 12 Joe Tomane 11 James O'Connor 10 Will Genia 9 Wycliff Palu 8 George Smith 7 Ben Mowen 6 (cap.) James Horwill 5 Kane Douglas 4 Ben Alexander 3 Stephen Moore 2 Benn Robinson 1 Remplaçants Saia Fainga'a 16 James Slipper 17 Sekope Kepu 18 Rob Simmons 19 Ben McCalman 20 Michael Hooper 21 Nick Phipps 22 Jesse Mogg 23 Entraîneur Robbie Deans |  |  |  | Lions Titulaires 15 Leigh Halfpenny 14 Tommy Bowe 13 Jonathan Davies 12 Jamie Roberts 11 George North 10 Jonathan Sexton 9 Michael Phillips 8 Sean O'Brien 7 Toby Faletau 6 Dan Lydiate 5 Geoff Parling 4 Alun Wyn Jones (cap.) 3 Adam Jones 2 Richard Hibbard 1 Alex Corbisiero Remplaçants 16 Tom Youngs 17 Mako Vunipola 18 Dan Cole 19 Richie Gray 20 Justin Tipuric 21 Conor Murray 22 Owen Farrell 23 Manu Tuilagi Entraîneur Warren Gatland |